# Amon Düül
Amon Düül foi uma banda de rock alemã que gerou duas bandas, Amon Düül (ou Amon Düül (UK)) e Amon Düül II, a primeira formada por membros que foram para o Reino Unido, e a segunda mais famosa e considerada como uma das raízes do movimento Krautrock alemão.

## Origem
O Amon Düül nasceu em 1967 como um grupo radical de arte política de Munique. O nome vêm da junção entre o nome do deus egípcio Amon e de um personagem obscuro da ficção turca, Düül.
O grupo rapidamente ganhou status de cult pela sua liberdade em relação à improvisações musicais, geralmente envolvendo acontecimentos ou demonstrações do movimento juvenil politizado da época. Internamente, o grupo estimulava a liberdade artística, valorizando entusiasmo e atitude mais do que habilidade artística. A formação da banda era fluida, bem receptiva à entrada de novos membros, característica que seria comum aos diversos grupos de Krautrock posteriormente. Apesar do espírito colaborativo do grupo, uma facção dele era mais ambiciosa musicalmente, com técnica mais apurada, o que levou a uma separação em 1969, fazendo com que essa facção se tornasse um grupo à parte, o Amon Düül II, sendo que o grupo original passou a ser conhecido como Amon Düül I ou Amon Düül (UK).

## Discografia

### Álbuns
- 1969 Collapsing - Singvögel Rückwärts & Co.
- 1969 Psychedelic Underground
- 1970 Paradieswärts Düül
- 1985 Meetings With Menmachines, Unremarkable Heroes Of The Past